# YMCA

Logo YMCA

Fotocopie a unei broșuri tipărită în anul 1924 din care se poate observa Comitetul de Onoare al ACT YMCA România și ”Comitetul de Acțiune” (oferit de doamna Roxana McDonald, fiica lui Aurel Savin

Young Men's Christian Association (YMCA) este o fundație ce a luat ființă la Londra în anul 1844 la inițiativa lui George Williams. YMCA a fost creată ca un suport pentru tinerii muncitori britanici care veneau din mediul rural în capitală pentru a găsi locuri de muncă. În ciuda dorinței lor de a munci, noua revoluția industrială le oferea mizerie, degradare morală și un viitor fără perspective.
Trebuie observat că apariția mișcării creștine YMCA în anul 1844 se leagă, aparent indirect, de marea mișcare spirituală din SUA care a dus la apariția mai multor biserici - mișcări religioase neoprotestante.
YMCA a devenit, în foarte scurt timp, o puternică mișcare socială și religioasă. Deși nu era afiliată unei biserici anume, la început YMCA a fost o mișcare creștină. La cea de-a 50 aniversare, în anul 1884, YMCA devenise o mișcare atât de mare și puternică, nu numai în Anglia ci și peste ocean, astfel încât fondatorul ei, George Williams, a fost ridicat la rang de cavaler de către Regina Victoria a Marii Britanii. 
Începând cu 1851, mișcarea social religioasă YMCA pătrunde și în Statele Unite prin emigranții britanici ce ajungeau pe noul continent. Criza financiară, necunoscutul și nevoia de unitate a adunat în rândurile mișcării americane mii de membri, tineri ce-și căutau un viitor.
În momentul de față, YMCA este consultant permanent al Națiunilor Unite în probleme de tineret, numărând, în întreaga lume, peste 8 milioane de membri activi.

## YMCA România
În România, YMCA apare în anul 1919, în București, sub numele Asociația Creștină a Tinerilor (ACT) România. YMCA România prinde contur sub înaltul patronaj al Reginei Maria care, văzând activitatea membrilor YMCA din SUA și Europa în timpul Primului Război Mondial se hotărăște să susțină financiar și moral activitatea nou înființatei asociații (Regina Maria donează o sumă de bani pentru achiziționarea și construirea unei tabere YMCA la Timișul de Sus, în județul Brașov, pe vremea aceea numită comuna Turcheș).
Printre primii membrii de marcă ai ACT YMCA România se numără: prof. Nicolae Iorga, prof. Dimitrie Gusti, Romulus Voinescu, Principele Nicolae, Stavri Cunescu, I.D. Protopopescu, Radulescu Pogoneanu Arhivat în 2 octombrie 2011, la Wayback Machine., pr. Gala Galaction, ing. Ioan Bujoiu, George Enescu, pr. Aurel Savin- cel care a reînviat activitatea YMCA România și care a și redobândit dreptul de proprietate asupra taberei de la Timișul de Sus, tabără care astăzi îi poartă numele, prof. Sorin Bottez

Aurel Savin - omul care a reînființat Asociația Creștină a Tinerilor YMCA România după anul 1989 (foto stînga), alături de standul ACT YMCA România

Activități culturale organizate în perioada interbelică de YMCA România sunt foarte numeroase: concerte de muzică de cameră, concerte la Ateneul Român, tabere de creație, simpozioane și cenacluri.
Al Doilea Război Mondial reprezintă o perioadă de maximă activitate pentru ACT YMCA România. Astfel, tabără de la Timișul de Sus a fost folosită ca adăpost pentru tinerii refugiați polonezi. În momentul de față, gestul curajos al membrilor YMCA este omagiat de un monument ridicat de YMCA România și Ambasada Poloniei la București, monument situat pe un deal deasupra taberei de la Timișul de Sus.
Activitatea YMCA România a fost întreruptă în anul 1947 de către regimul comunist. Proprietățile YMCA au fost confiscate și trecute în patrimoniul Statului Român (Tabăra de la Timișul de Sus a devenit tabără de copii în administrarea Ministerului Învățământului). Mulți dintre membrii de marcă ai YMCA au fost întemnițați din cauza convingerilor lor politice și religioase.
În anul 1991, mai mulți membri ai YMCA au solicitat Instanței de Judecată recunoașterea existenței și reactivării Asociației Creștine a Tinerilor YMCA din România. ACT YMCA și-a reluat activitatea întreruptă în anul 1947: cenacluri muzicale, concerte, evenimente publice, conferințe, seminarii și tabere. Din nefericire, activitatea YMCA a fost deseori perturbată de eforturile depuse pentru recuperarea proprietăților confiscate de comuniști. 
Activitatea YMCA continuă astăzi în cadrul Federației YMCA România, care reunește organizații de tineret din Baia Mare, Oradea, Timișoara, București, Cavnic și altele. Federația este membră a YMCA Europe și World Alliance of YMCAs. 
Asociația Creștină a Tinerilor YMCA din România (ACT YMCA), prin care mișcarea YMCA a pătruns în țară în anul 1919, a rămas independentă de Federația YMCA  și de celelalte organizații YMCA din România, în special datorită convingerilor religioase creștine conservatoare ale ACT YMCA și datorită refuzului acestei organizații de a accepta noua filosofie umanistă a organizațiilor YMCA din Europa. La data de 18.11.2018, Tribunalul Maramureș s-a pronunțat, printr-o hotărâre definitivă, asupra neapartenenței Asociației Creștine a Tinerilor YMCA din România la Federația YMCA România cu sediul central la Baia Mare.